# Friedrich Kraatz
Friedrich Hermann Heinrich « Fritz » Kraatz (né le 4 février 1906 à Davos, mort le 15 janvier 1992) est un joueur professionnel et fonctionnaire suisse de hockey sur glace.

## Carrière

### En tant que joueur
Fritz Kraatz fait toute sa carrière au HC Davos,. Il est champion national de Suisse en 1926 et 1927, de 1929 à 1931. Il participe à la Coupe Spengler 1923 à 1932. Il remporte cette compétition en 1927.
Fritz Kraatz représente la Suisse aux Jeux olympiques de 1928 à Saint-Moritz où la Suisse remporte la médaille de bronze,,. Il est présent auparavant aux championnats du monde 1930 et aux championnats d'Europe en 1924, 1925,, 1926 et 1929 où il remporte l'or et 1929.

### En tant que fonctionnaire
Kraatz entre plus tard dans l'administration sportive, travaillant d'abord brièvement comme arbitre, puis est président de la Ligue internationale de hockey sur glace (LIHG) de 1947 à 1948 et de 1951 à 1954. Aux Jeux olympiques de 1952 à Oslo, il condamne la violence des équipes du Canada et des États-Unis (notamment face à la Suisse) et ne veut pas d'eux au championnat du monde 1953, en réponse les fédérations ne se présentent pas.
Par ailleurs, il est dentiste à Davos.